# Danh sách sân bay tại Na Uy
Dưới đây là danh sách các sân bay tại Na Uy
| Vị trí                | ICAO | IATA | Tên sân bay                                                                            | Sô khách (2005) |
| --------------------- | ---- | ---- | -------------------------------------------------------------------------------------- | --------------- |
| Hạt Akershus          |      |      |                                                                                        |                 |
| Kjeller               | ENKJ |      | [Sân bay [Kjeller]] Lưu trữ ngày 2 tháng 7 năm 2007 tại Wayback Machine                |                 |
| Oslo / Fornebu        | ENFB | FBU  | Sân bay Oslo, Fornebu (đóng cửa)                                                       |                 |
| Oslo / Gardermoen     | ENGM | OSL  | Sân bay Oslo, Gardermoen Lưu trữ ngày 25 tháng 6 năm 2007 tại Wayback Machine          | 15.900.000      |
| Hạt Aust-Agder        |      |      |                                                                                        |                 |
| Arendal               | ENGK |      | Sân bay Gullknapp, Arendal                                                             |                 |
| Hạt Buskerud          |      |      |                                                                                        |                 |
| Geilo                 | ENDI | DLD  | Sân bay Geilo, Dagali                                                                  |                 |
| Gol                   | ENKL | GLL  | Sân bay Gol, Klanten                                                                   |                 |
| Hokksund              | ENHS |      | Sân bay Hokksund                                                                       |                 |
| Hønefoss              | ENEG |      | Sân bay Hønefoss, Eggemoen                                                             |                 |
| Hạt Finnmark          |      |      |                                                                                        |                 |
| Alta                  | ENAT | ALF  | Sân bay Alta Lưu trữ ngày 25 tháng 11 năm 2005 tại Wayback Machine                     | 351.000         |
| Båtsfjord             | ENBS | BJF  | Sân bay Båtsfjord Lưu trữ ngày 8 tháng 6 năm 2007 tại Wayback Machine                  | 9.654           |
| Berlevåg              | ENBV | BVG  | Sân bay Berlevåg Lưu trữ ngày 12 tháng 6 năm 2007 tại Wayback Machine                  | 4.264           |
| Hammerfest            | ENHF | HFT  | Sân bay Hammerfest Lưu trữ ngày 25 tháng 6 năm 2007 tại Wayback Machine                | 135.000         |
| Hasvik                | ENHK | HAA  | Sân bay Hasvik Lưu trữ ngày 21 tháng 5 năm 2007 tại Wayback Machine                    | 4.579           |
| Honningsvåg           | ENHV | HVG  | Sân bay Honningsvåg, Valan Lưu trữ ngày 21 tháng 5 năm 2007 tại Wayback Machine        | 12.928          |
| Kautokeino            | ENKA | QKX  | Sân bay Kautokeino                                                                     |                 |
| Kirkenes              | ENKR | KKN  | Sân bay Kirkenes, Høybuktmoen Lưu trữ ngày 10 tháng 6 năm 2007 tại Wayback Machine     | 220.645         |
| Lakselv               | ENNA | LKL  | Sân bay Lakselv, Banak Lưu trữ ngày 10 tháng 6 năm 2007 tại Wayback Machine            | 53.000          |
| Mehamn                | ENMH | MEH  | Sân bay Mehamn Lưu trữ ngày 11 tháng 6 năm 2007 tại Wayback Machine                    | 26.000          |
| Vadsø                 | ENVD | VDS  | Sân bay Vadsø Lưu trữ ngày 8 tháng 6 năm 2007 tại Wayback Machine                      | 68.455          |
| Vardø                 | ENSS | VAW  | Sân bay Vardø, Svartnes Lưu trữ ngày 11 tháng 6 năm 2007 tại Wayback Machine           | 10.408          |
| Hạt Hedmark           |      |      |                                                                                        |                 |
| Elverum               | ENHN |      | Sân bay Elverum, Starmoen                                                              |                 |
| Hamar                 | ENHA | HMR  | Sân bay Hamar, Stafsberg                                                               |                 |
| Tynset                | ENTY |      | Sân bay Tynset                                                                         |                 |
| Hạt Hordaland         |      |      |                                                                                        |                 |
| Bergen                | ENBR | BGO  | Sân bay Bergen, Flesland Lưu trữ ngày 9 tháng 6 năm 2007 tại Wayback Machine           | 3.860.000       |
| Leirvik               | ENSO | SRP  | Sân bay Stord, Sørstokken                                                              | 53.319          |
| Voss                  | ENBM |      | Sân bay Voss, Bømoen                                                                   |                 |
| Hạt Møre og Romsdal   |      |      |                                                                                        |                 |
| Ålesund               | ENAL | AES  | Sân bay Ålesund, Vigra Lưu trữ ngày 8 tháng 6 năm 2007 tại Wayback Machine             | 684.000         |
| Kristiansund          | ENKB | KSU  | Sân bay Kristiansund, Kvernberget Lưu trữ ngày 11 tháng 6 năm 2007 tại Wayback Machine | 308.000         |
| Molde                 | ENML | MOL  | Sân bay Molde, Årø Lưu trữ ngày 6 tháng 4 năm 2007 tại Wayback Machine                 | 348.000         |
| Ørsta / Volda         | ENOV | HOV  | Sân bay Ørsta-Volda, Hovden Lưu trữ ngày 8 tháng 6 năm 2007 tại Wayback Machine        | 41.648          |
| Sunndalsøra           | ENSU |      | Sân bay Sunndalsøra, Vinnu                                                             |                 |
| Hạt Nord-Trøndelag    |      |      |                                                                                        |                 |
| Namsos                | ENNM | OSY  | Sân bay Namsos, Høknesøra Lưu trữ ngày 10 tháng 6 năm 2007 tại Wayback Machine         | 18.838          |
| Rørvik                | ENRM | RVK  | Sân bay Rørvik, Ryum Lưu trữ ngày 11 tháng 6 năm 2007 tại Wayback Machine              | 18.527          |
| Trondheim             | ENVA | TRD  | Sân bay Trondheim, Værnes Lưu trữ ngày 15 tháng 6 năm 2007 tại Wayback Machine         | 2.810.000       |
| Hạt Nordland          |      |      |                                                                                        |                 |
| Andenes               | ENAN | ANX  | Sân bay Andøya, Andenes Lưu trữ ngày 11 tháng 6 năm 2007 tại Wayback Machine           | 34.266          |
| Bodø                  | ENBO | BOO  | Sân bay Bodø Lưu trữ ngày 17 tháng 3 năm 2008 tại Wayback Machine                      | 1.300.000       |
| Brønnøysund           | ENBN | BNN  | Sân bay Brønnøysund, Brønnøy Lưu trữ ngày 6 tháng 4 năm 2007 tại Wayback Machine       | 69.946          |
| Evenes                | ENEV | EVE  | Sân bay Harstad/Narvik, Evenes Lưu trữ ngày 1 tháng 6 năm 2007 tại Wayback Machine     | 470.000         |
| Hattfjelldal          | ENHT |      | Sân bay Hattfjelldal Lưu trữ ngày 17 tháng 4 năm 2007 tại Wayback Machine              |                 |
| Leknes                | ENLK | LKN  | Sân bay Leknes Lưu trữ ngày 10 tháng 6 năm 2007 tại Wayback Machine                    |                 |
| Mo i Rana             | ENRA | MQN  | Sân bay Mo i Rana, Røssvoll Lưu trữ ngày 23 tháng 6 năm 2007 tại Wayback Machine       | 71.454          |
| Mosjøen               | ENMS | MJF  | Sân bay Mosjøen, Kjærstad Lưu trữ ngày 6 tháng 4 năm 2007 tại Wayback Machine          | 50.065          |
| Narvik                | ENNK | NVK  | Sân bay Narvik, Framnes                                                                | 13.000          |
| Røst                  | ENRS | RET  | Sân bay Røst Lưu trữ ngày 21 tháng 5 năm 2007 tại Wayback Machine                      | 7.959           |
| Sandnessjøen          | ENST | SSJ  | Sân bay Sandnessjøen, Stokka Lưu trữ ngày 6 tháng 4 năm 2007 tại Wayback Machine       | 47.514          |
| Stokmarknes           | ENSK | SKN  | Sân bay Stokmarknes, Skagen Lưu trữ ngày 8 tháng 6 năm 2007 tại Wayback Machine        | 84.341          |
| Svolvær               | ENSH | SVJ  | Sân bay Svolvær, Helle Lưu trữ ngày 8 tháng 6 năm 2007 tại Wayback Machine             | 61.532          |
| Værøy                 | ENVR | VRY  | Sân bay Værøy Lưu trữ ngày 6 tháng 4 năm 2007 tại Wayback Machine                      | 8.372           |
| Hạt Oppland           |      |      |                                                                                        |                 |
| Fagernes              | ENFG | VDB  | Fagernes Airport, Leirin Lưu trữ ngày 11 tháng 6 năm 2007 tại Wayback Machine          | 17.722          |
| Reinsvoll             | ENRV |      | Sân bay Reinsvoll                                                                      |                 |
| Ringebu               | ENRI |      | Sân bay Ringebu, Frya                                                                  |                 |
| Hạt Østfold           |      |      |                                                                                        |                 |
| Moss                  | ENRY | RYG  | Sân bay Moss, Rygge                                                                    |                 |
| Rakkestad             | ENRK |      | Sân bay Rakkestad, Åstorp Lưu trữ ngày 28 tháng 9 năm 2007 tại Wayback Machine         |                 |
| Hạt Rogaland          |      |      |                                                                                        |                 |
| Haugesund             | ENHD | HAU  | Sân bay Haugesund, Karmøy Lưu trữ ngày 12 tháng 6 năm 2007 tại Wayback Machine         | 710.000         |
| Stavanger             | ENZV | SVG  | Sân bay Stavanger, Sola Lưu trữ ngày 8 tháng 6 năm 2007 tại Wayback Machine            | 2.785.000       |
| Hạt Sogn og Fjordane  |      |      |                                                                                        |                 |
| Florø                 | ENFL | FRO  | Sân bay Florø Lưu trữ ngày 8 tháng 6 năm 2007 tại Wayback Machine                      | 141.000         |
| Førde                 | ENBL | FDE  | Sân bay Førde, Bringeland Lưu trữ ngày 30 tháng 9 năm 2007 tại Wayback Machine         | 65.871          |
| Sandane               | ENSD | SDN  | Sân bay Sandane, Anda Lưu trữ ngày 21 tháng 5 năm 2007 tại Wayback Machine             | 29.934          |
| Sogndal               | ENSG | SOG  | Sân bay Sogndal, Haukåsen Lưu trữ ngày 11 tháng 6 năm 2007 tại Wayback Machine         | 64.191          |
| Hạt Sør-Trøndelag     |      |      |                                                                                        |                 |
| Oppdal                | ENOP |      | Hạt Oppdal, Fagerhaug                                                                  |                 |
| Ørland                | ENOL | OLA  | Trạm hàng không chính Ørland                                                           |                 |
| Røros                 | ENRO | RRS  | Sân bay Røros Lưu trữ ngày 10 tháng 6 năm 2007 tại Wayback Machine                     | 27.000          |
| Svalbard và Jan Mayen |      |      |                                                                                        |                 |
| Jan Mayen             | ENJA |      | Jan Mayensfield                                                                        |                 |
| Longyearbyen          | ENSB | LYR  | Sân bay Svalbard, Longyear Lưu trữ ngày 8 tháng 6 năm 2007 tại Wayback Machine         | 95.231          |
| Ny-Ålesund            | ENAS |      | Sân bay Ny-Ålesund, Hamnerabben                                                        |                 |
| Sveagruva             | ENSA |      | Sân bay Svea                                                                           |                 |
| Hạt Telemark          |      |      |                                                                                        |                 |
| Fyresdal              | ENFY |      | Sân bay Fyresdal                                                                       |                 |
| Notodden              | ENNO | NTB  | Sân bay Notodden, Tuven Lưu trữ ngày 23 tháng 1 năm 2011 tại Wayback Machine           | 1.734           |
| Skien                 | ENSN | SKE  | Sân bay Skien, Geiteryggen                                                             | 15.000          |
| Hạt Troms             |      |      |                                                                                        |                 |
| Bardufoss             | ENDU | BDU  | Sân bay Bardufoss Lưu trữ ngày 8 tháng 6 năm 2007 tại Wayback Machine                  | 155.000         |
| Sørkjosen, Nordreisa  | ENSR | SOJ  | Sân bay Sørkjosen Lưu trữ ngày 1 tháng 6 năm 2007 tại Wayback Machine                  | 9.000           |
| Tromsø                | ENTC | TOS  | Tromsø Airport, Langnes Lưu trữ ngày 4 tháng 10 năm 2006 tại Wayback Machine           | 1.459.686       |
| Hạt Vest-Agder        |      |      |                                                                                        |                 |
| Farsund               | ENLI | FAN  | Sân bay Farsund, Lista                                                                 |                 |
| Kristiansand          | ENCN | KRS  | Sân bay Kristiansand, Kjevik Lưu trữ ngày 8 tháng 6 năm 2007 tại Wayback Machine       | 760.000         |
| Hạt Vestfold          |      |      |                                                                                        |                 |
| Sandefjord            | ENTO | TRF  | Sân bay Sandefjord, Torp Lưu trữ ngày 7 tháng 1 năm 2006 tại Wayback Machine           | 1.210.000       |
| Tønsberg              | ENJB |      | Sân bay Jarlsberg (Sân bay Tønsberg)                                                   |                 |